# UVV 위트레흐트
UVV 위트레흐트(UVV Utrecht)는 혼크발 호프트클라시의 종합 스포츠 클럽이다. 네덜란드 위트레흐트를 연고로 하고 있다.